# UserJS
UserJS (User JavaScript – „JavaScript użytkownika”) – funkcja przeglądarki internetowej Opera, pozwalająca użytkownikowi dołączyć do wszystkich lub wybranych stron WWW kawałki kodu JavaScript. Pozwala to na rozszerzanie funkcjonalności serwisów, dodawanie własnych zawartości do wyświetlanych stron, kontrolowanie innych skryptów działających na odwiedzanych stronach oraz praktycznie nieograniczoną liczbę innych modyfikacji możliwych do zaimplementowania w języku JavaScript.